# Николас-Руис
Николас-Руис (исп. Nicolás Ruíz) — посёлок в Мексике, штат Чьяпас, входит в состав одноимённого муниципалитета и является его административным центром. Численность населения, по данным переписи 2020 года, составила 4765 человек.

## Общие сведения
Название Nicolás Ruiz дано в честь Николаса Руиса — политического деятеля и губернатора Чьяпаса (1846—1847), участвовавшего в военных действиях против французских интервентов.
Поселение было основано 25 февраля 1868 года на месте асьенды Сан-Диего и получило название Ла-Реформа.
14 февраля 1934 года по указу губернатора Викторио Грахалеса поселение было переименовано в Николас-Руис и получило статус посёлка.